# Ministre-président de Rhénanie-Palatinat
Le ministre-président de Rhénanie-Palatinat (en allemand : Ministerpräsident von Rheinland-Pfalz) est le chef du gouvernement du Land de Rhénanie-Palatinat.

## Historique des titulaires
| Nom          | Nom                  | Parti | Dates                                                          | Cabinets   | Majorité       |
| ------------ | -------------------- | ----- | -------------------------------------------------------------- | ---------- | -------------- |
|              | Wilhelm Boden        | CDU   | 13 juin 1946 – 8 juillet 1947 (1 an et 25 jours)               | Boden I    | Pas d'élection |
| Boden II     | Wilhelm Boden        | CDU   | 13 juin 1946 – 8 juillet 1947 (1 an et 25 jours)               |            | Pas d'élection |
|              | Peter Altmeier       | CDU   | 9 juillet 1947 – 18 mai 1969 (21 ans, 10 mois et 9 jours)      | Altmeier I | 93 / 101       |
| Altmeier II  | Peter Altmeier       | CDU   | 9 juillet 1947 – 18 mai 1969 (21 ans, 10 mois et 9 jours)      | 62 / 100   |                |
| Altmeier III | Peter Altmeier       | CDU   | 9 juillet 1947 – 18 mai 1969 (21 ans, 10 mois et 9 jours)      | 63 / 100   |                |
| Altmeier IV  | Peter Altmeier       | CDU   | 9 juillet 1947 – 18 mai 1969 (21 ans, 10 mois et 9 jours)      | 62 / 100   |                |
| Altmeier V   | Peter Altmeier       | CDU   | 9 juillet 1947 – 18 mai 1969 (21 ans, 10 mois et 9 jours)      | 57 / 100   |                |
| Altmeier VI  | Peter Altmeier       | CDU   | 9 juillet 1947 – 18 mai 1969 (21 ans, 10 mois et 9 jours)      | 57 / 100   |                |
|              | Helmut Kohl          | CDU   | 19 mai 1969 – 1er décembre 1976 (7 ans, 6 mois et 13 jours)    | 57 / 100   | Kohl I         |
| Kohl II      | Helmut Kohl          | CDU   | 19 mai 1969 – 1er décembre 1976 (7 ans, 6 mois et 13 jours)    | 52 / 100   |                |
| Kohl III     | Helmut Kohl          | CDU   | 19 mai 1969 – 1er décembre 1976 (7 ans, 6 mois et 13 jours)    | 55 / 100   |                |
|              | Bernhard Vogel       | CDU   | 2 décembre 1976 – 7 décembre 1988 (12 ans et 5 jours)          | 55 / 100   | Vogel I        |
| Vogel II     | Bernhard Vogel       | CDU   | 2 décembre 1976 – 7 décembre 1988 (12 ans et 5 jours)          | 51 / 100   |                |
| Vogel III    | Bernhard Vogel       | CDU   | 2 décembre 1976 – 7 décembre 1988 (12 ans et 5 jours)          | 57 / 100   |                |
| Vogel IV     | Bernhard Vogel       | CDU   | 2 décembre 1976 – 7 décembre 1988 (12 ans et 5 jours)          | 55 / 100   |                |
|              | Carl-Ludwig Wagner   | CDU   | 8 décembre 1988 – 20 mai 1991 (2 ans, 5 mois et 12 jours)      | 55 / 100   | Wagner         |
|              | Rudolf Scharping     | SPD   | 21 mai 1991 – 26 octobre 1994 (3 ans, 5 mois et 5 jours)       | Scharping  | 54 / 101       |
|              | Kurt Beck            | SPD   | 26 octobre 1994 – 16 janvier 2013 (18 ans, 2 mois et 21 jours) | Beck I     | 54 / 101       |
| Beck II      | Kurt Beck            | SPD   | 26 octobre 1994 – 16 janvier 2013 (18 ans, 2 mois et 21 jours) | 53 / 101   |                |
| Beck III     | Kurt Beck            | SPD   | 26 octobre 1994 – 16 janvier 2013 (18 ans, 2 mois et 21 jours) | 57 / 101   |                |
| Beck IV      | Kurt Beck            | SPD   | 26 octobre 1994 – 16 janvier 2013 (18 ans, 2 mois et 21 jours) | 53 / 101   |                |
| Beck V       | Kurt Beck            | SPD   | 26 octobre 1994 – 16 janvier 2013 (18 ans, 2 mois et 21 jours) | 60 / 101   |                |
|              | Malu Dreyer          | SPD   | 16 janvier 2013 – 10 juillet 2024 (11 ans, 5 mois et 24 jours) | 60 / 101   | Dreyer I       |
| Dreyer II    | Malu Dreyer          | SPD   | 16 janvier 2013 – 10 juillet 2024 (11 ans, 5 mois et 24 jours) | 52 / 101   |                |
| Dreyer III   | Malu Dreyer          | SPD   | 16 janvier 2013 – 10 juillet 2024 (11 ans, 5 mois et 24 jours) | 55 / 101   |                |
|              | Alexander Schweitzer | SPD   | Depuis le 10 juillet 2024 (8 mois et 3 jours)                  | Schweitzer | 54 / 101       |